# Йота Козерога
Йота Козерога (ι Cap, ι Capricorni) — звезда в созвездии  Козерога. Расположена на расстоянии около 216 световых лет от Солнца.
Является жёлтым гигантом спектрального класса G, среднее значение видимой звёздной величины составляет +4,28. Является переменной звездой типа BY Дракона, звёздная величина изменяется на 0,06.

## Китайское название
В китайском языке название 十二國 (Shíer Guó, Двенадцать государств) относится к астеризму, представляющему царства в Китае периода Чуньцю и периода Сражающихся царств и состоящему из звёзд  ζ Козерога, φ Козерога,  ι Козерога, 38 Козерога, 35 Козерога, 36 Козерога, χ Козерога, θ Козерога, 30 Козерога, 33 Козерога, 19 Козерога, 26 Козерога, 27 Козерога, 20 Козерога, η Козерога и 21 Козерога. Йота Козерога имеет название 代  (Dài yī, первая звезда Дай) и вместе со звездой 37 Козерога представляет собой образ царства Дай(代).